# Peveranza
Peveranza is een plaats (frazione) in de Italiaanse gemeente Cairate.